# Palo Blanco, Ayala
Palo Blanco är en ort i Mexiko.   Den ligger i kommunen Ayala och delstaten Morelos, i den sydöstra delen av landet, 90 km söder om huvudstaden Mexico City. Palo Blanco ligger 1 128 meter över havet och antalet invånare är 395.
Terrängen runt Palo Blanco är kuperad åt sydväst, men åt nordost är den platt. Runt Palo Blanco är det ganska tätbefolkat, med 78 invånare per kvadratkilometer. Närmaste större samhälle är Cuautla Morelos, 18,0 km norr om Palo Blanco. I omgivningarna runt Palo Blanco växer huvudsakligen savannskog.